# إسلام أباد (فيروزآباد)
إسلام أباد (بالفارسية: اسلام‌آباد) هي قرية تقع في قسم أحمد آباد الريفي في إيران. يقدر عدد سكانها بـ 522 نسمة.